# Добовець (Трбовлє)
Добовець (словен. Dobovec) — поселення в общині Трбовлє, Засавський регіон, Словенія. Висота над рівнем моря: 697,1 м.